# 샌디스크 산사
샌디스크 산사는 샌디스크는 플래시 메모리를 저장장치로 한 디지털 오디오 플레이어 및 휴대용 미디어 플레이어이다.

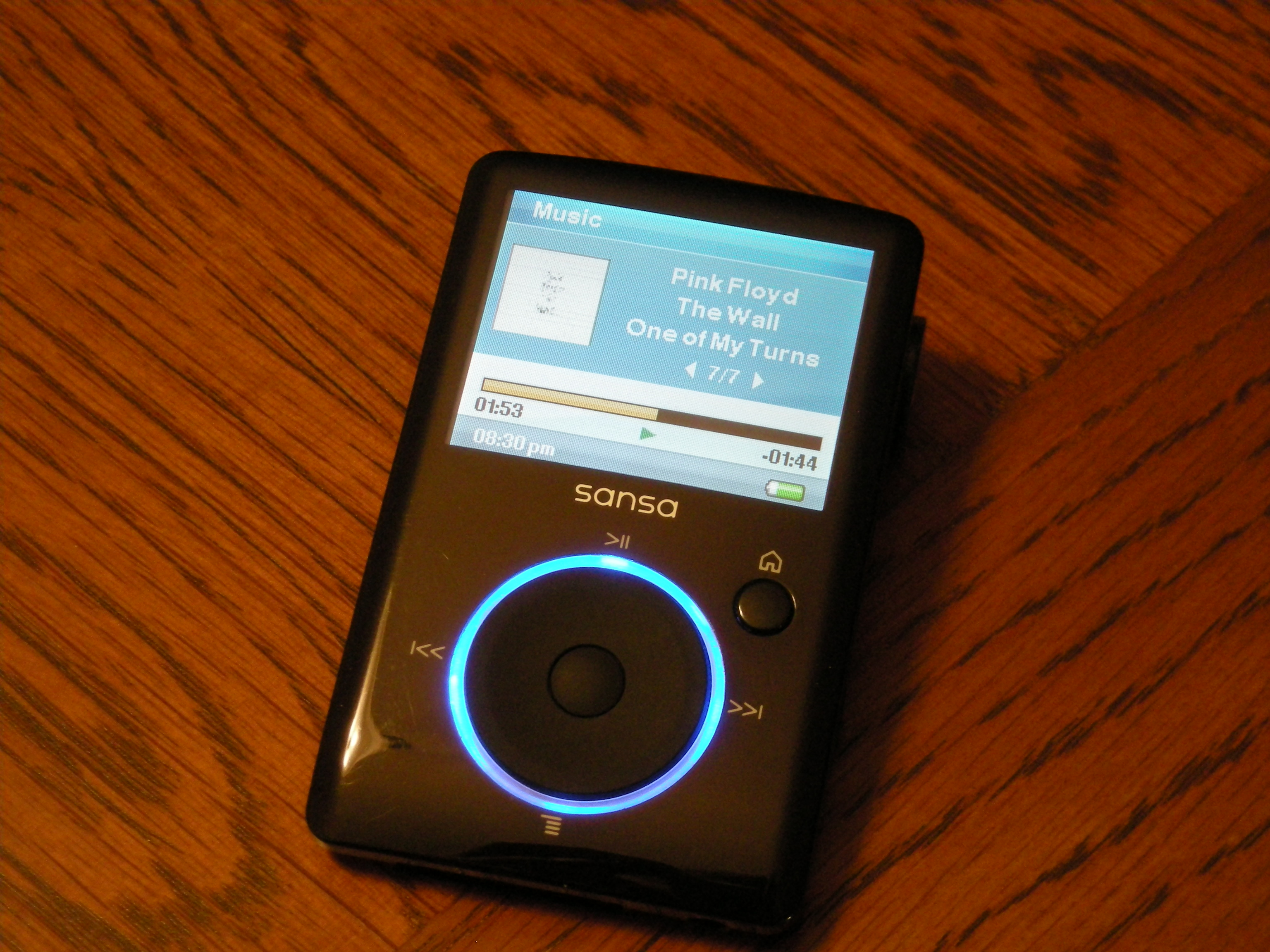
샌디스크 산사

## 현 판매중인 제품

### 슬롯 플레이어 (Micro SD 활용)
- slotRadio Bundle
- slotRadio player
- slotMusic player

### 산사 퓨즈(Fuze)
2008년 3월 28일부터 2GB, 4GB, 8GB용으로 판매되기 시작한 산사 퓨즈는 1.9인치 디스플레이에 0.3인치(0.762cm)두께를 가지고 있으며 FM라디오 및 녹음 목록을 40개까지 지원하며 최대 17시간 연속으로 녹음할 수 있다. microSDHD를 이용하여 용량을 확장할 수 있다. 최신 업데이트 버전은 1.01.22이며 이 업데이트는 FLAC 및 OGG 확장자 지원 및 다른 기능향상을 포함하고 있다.

### 산사 뷰
샌디스크는 새로 디자인된(3개월 전 PMP용이 발매되었음) 산사 뷰를 2007년 9월 10일에 발표했다.
2007년 10월 1일부터 판매되고 있는 이 플레이어는 산사 e200시리즈와 유사하며 치수상 넓이는 크지만 길이가 긴 편이다. 2.4인치(6.096cm) QVGA화면을 장착하였으며 용량은 8GB, 16GB, 32GB이다. microSD를 이용하여 용량을 확장할 수 있다. 예전의 산사 플레이어와 달리 몇몇 비디오 포맷(H.264 및 MPEG-4)와 압축되지 않은 WMV를 지원한다.

### 산사 클립

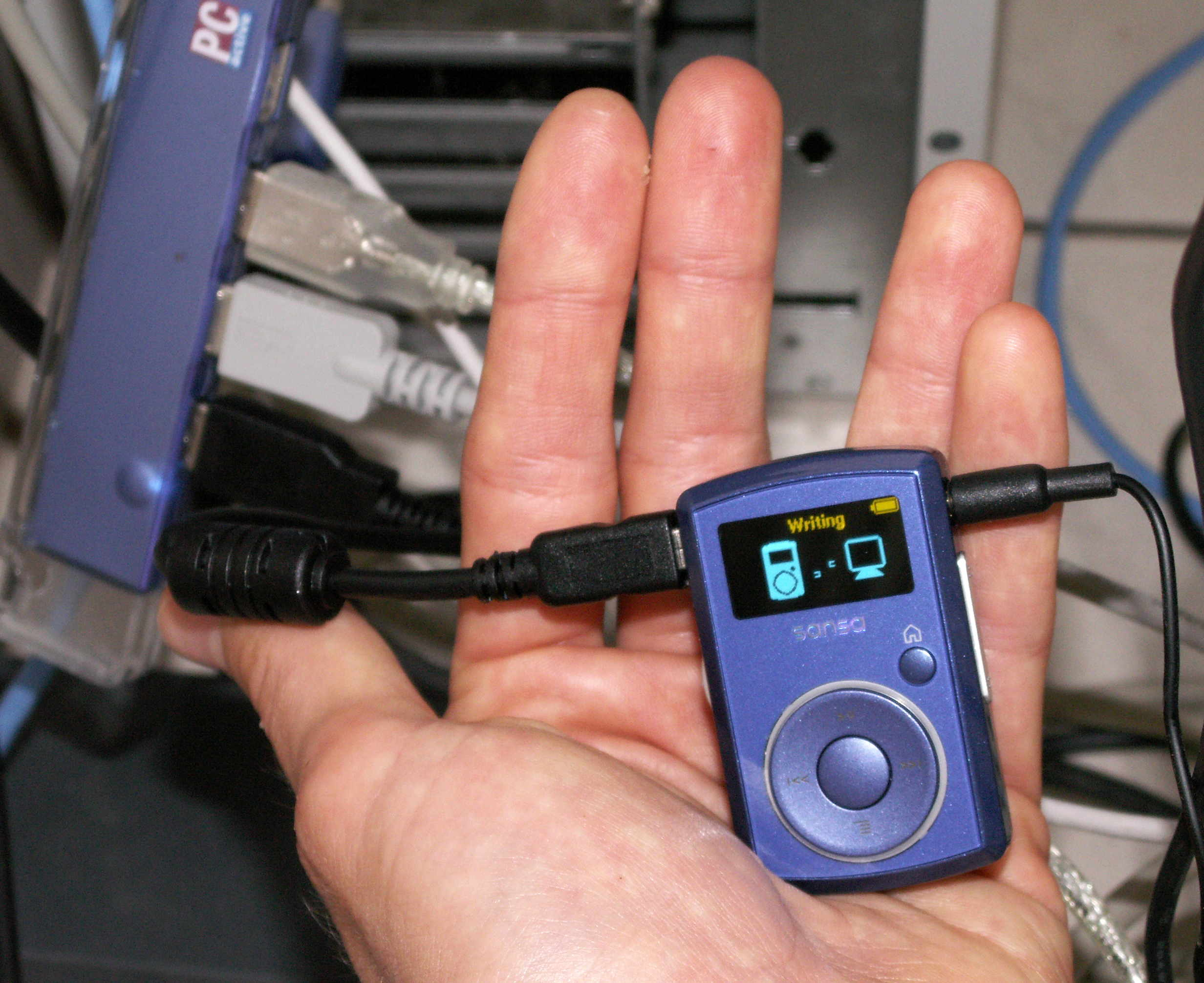
산사 클립을 USB 허브에 끼운 모습.

2007년 10월 9일부터 판매하고 있으며 m300으로 알려져 있는 산사 클립은 본 플레이어는 아이팟 셔플 2세대와 비슷한 크기이나 셔플과 달리 클립(FM라디오 튜너 및 녹음기 및 마이크가 달려 있는)을 제거할 수 있고 4색 OLED화면이 장착되어 있는 것이 차이점이다. 1GB(검정) 2GB(검정, 파랑, 빨강, 분홍), 4GB(은색 및 검정)용이 있으며 샌디스크는 2008년 11월 8GB(검정 및 은색)용을 영국에서 광고하였으며 미국의 월마트에서 역시 8GB용을 팔았던 적이 있다.

## 같이 보기
- 샌디스크